# Schistura rupecula
Schistura rupecula е вид лъчеперка от семейство Nemacheilidae. Видът не е застрашен от изчезване.

## Разпространение
Разпространен е в Индия (Бихар, Западна Бенгалия, Утар Прадеш, Утаракханд и Химачал Прадеш) и Непал.

## Описание
На дължина достигат до 6,7 cm.